# يو إف سي ليلة القتال: واترسون ضد هيل
يو إف سي ليلة القتال: واترسون ضد هيل (بالإنجليزية: UFC Fight Night: Waterson vs. Hill)‏ هو حدث لفنون القتال المختلطة نظمته يو إف سي، أُقيم في 12 سبتمبر 2020، على يو إف سي أبيكس في إنتربرايز، يفادا، جزء من منطقة لاس فيغاس الحضرية، الولايات المتحدة.